# Никольское (Щёкинский район)
Нико́льское — село в Щёкинском районе Тульской области России.
В рамках административно-территориального устройства является центром Никольской сельской администрации Щёкинского района, в рамках организации местного самоуправления включается в сельское поселение Крапивенское.

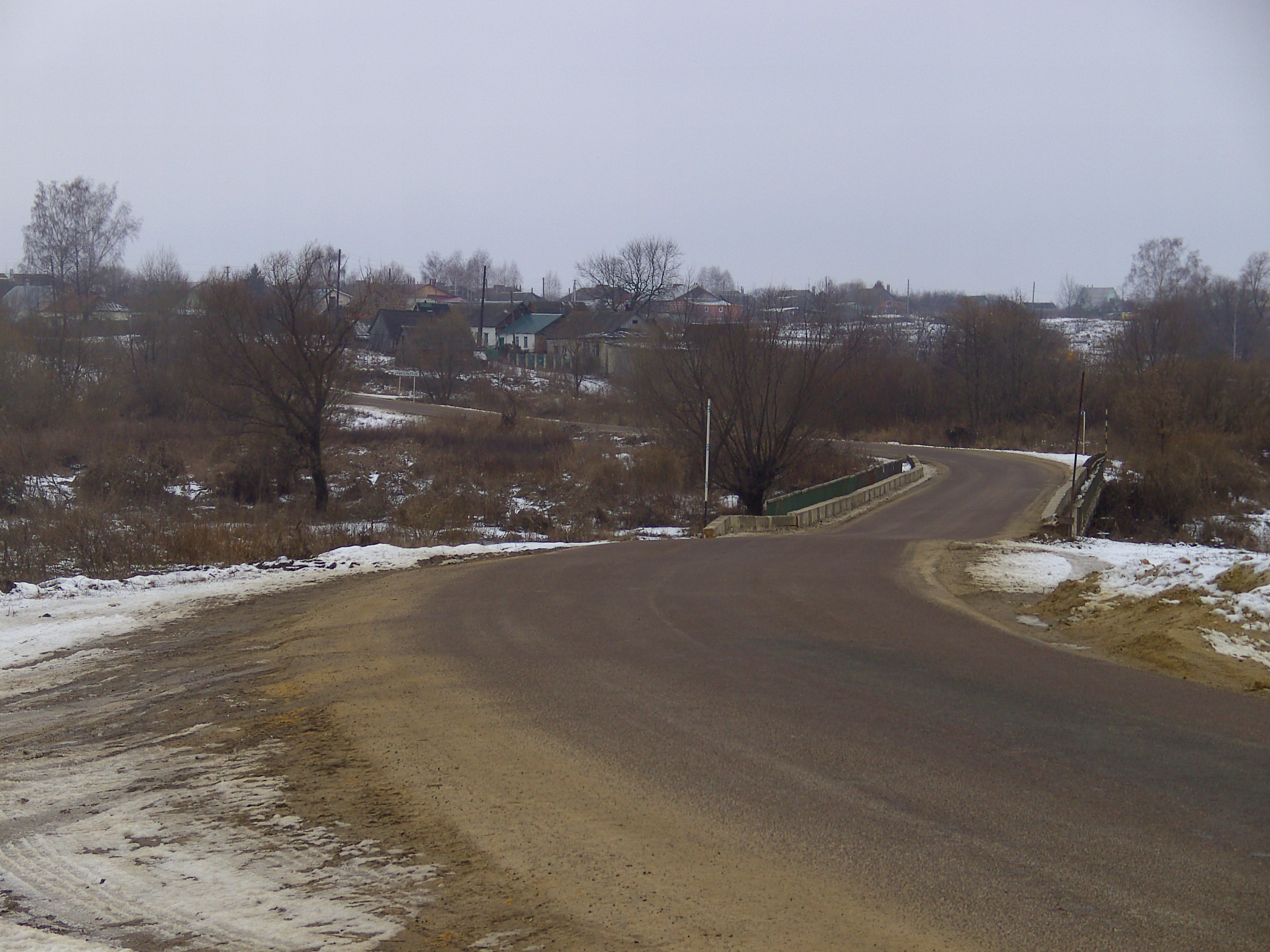
Мост при въезде в Никольское

## География
Расположено на правом берегу реки Упа, в 30 км юго-западнее Тулы и в 22 км к западу от железнодорожной станции города Щёкино.

## Население
| 2002 | 2010 |
| ---- | ---- |
| 312  | ↗314 |

## История
В 1885 году в селе была открыта церковно-приходская школа. В 1980-х гг. в Николо-Упской средней школе обучалось более 180 детей, в настоящее время — только 20.

## Достопримечательности и инфраструктура
В селе имеется почта, Дом культуры, магазин. Действует православный храм Николая Чудотворца. В центре села находится памятник воинам, погибшим в годы Великой Отечественной войны.
Из Никольского в Тулу 3 раза в день ходит рейсовый автобус. Во время весеннего половодья Упа часто затопляет мост при въезде в село. В таких случаях транспортное сообщение с посёлком осуществляется при помощи спецсредств МЧС.